# Pasadena, Maryland
Pasadena är en ort i Anne Arundel County i delstaten Maryland, USA.